# 邦克 (上加龙省)
邦克（法語：Benque，法語發音：[bɛ̃k]）是法国上加龙省的一个市镇，属于圣戈当区。

## 地理
邦克（43°15'37"N, 0°55'11"E）面积11.3 平方千米，位于法国奧克西塔尼大區上加龙省，该省份为法国西南部内陆省份，西南端与西班牙接壤，自此顺时针与上比利牛斯省、热尔省、塔恩-加龙省、塔恩省、奥德省和阿列日省接壤。
与邦克接壤的市镇（或旧市镇、城区）包括：阿朗、布桑、埃乌、吕桑-阿代亚克、蒙图略圣贝尔纳、佩里萨、薩穆揚。

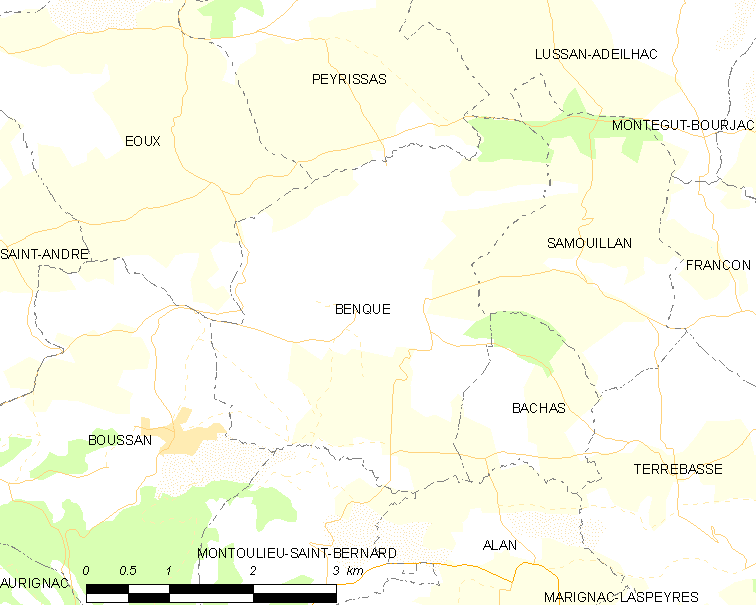
的OSM定位图

邦克的时区为UTC+01:00、UTC+02:00（夏令时）。

## 行政
邦克的邮政编码为31420，INSEE市镇编码为31063。

## 政治
邦克所属的省级选区为卡泽尔县。

## 人口

1962-2008年间人口变化图示

邦克于2022年1月1日时的人口数量为175人。